# St. Josef (Schönderling)

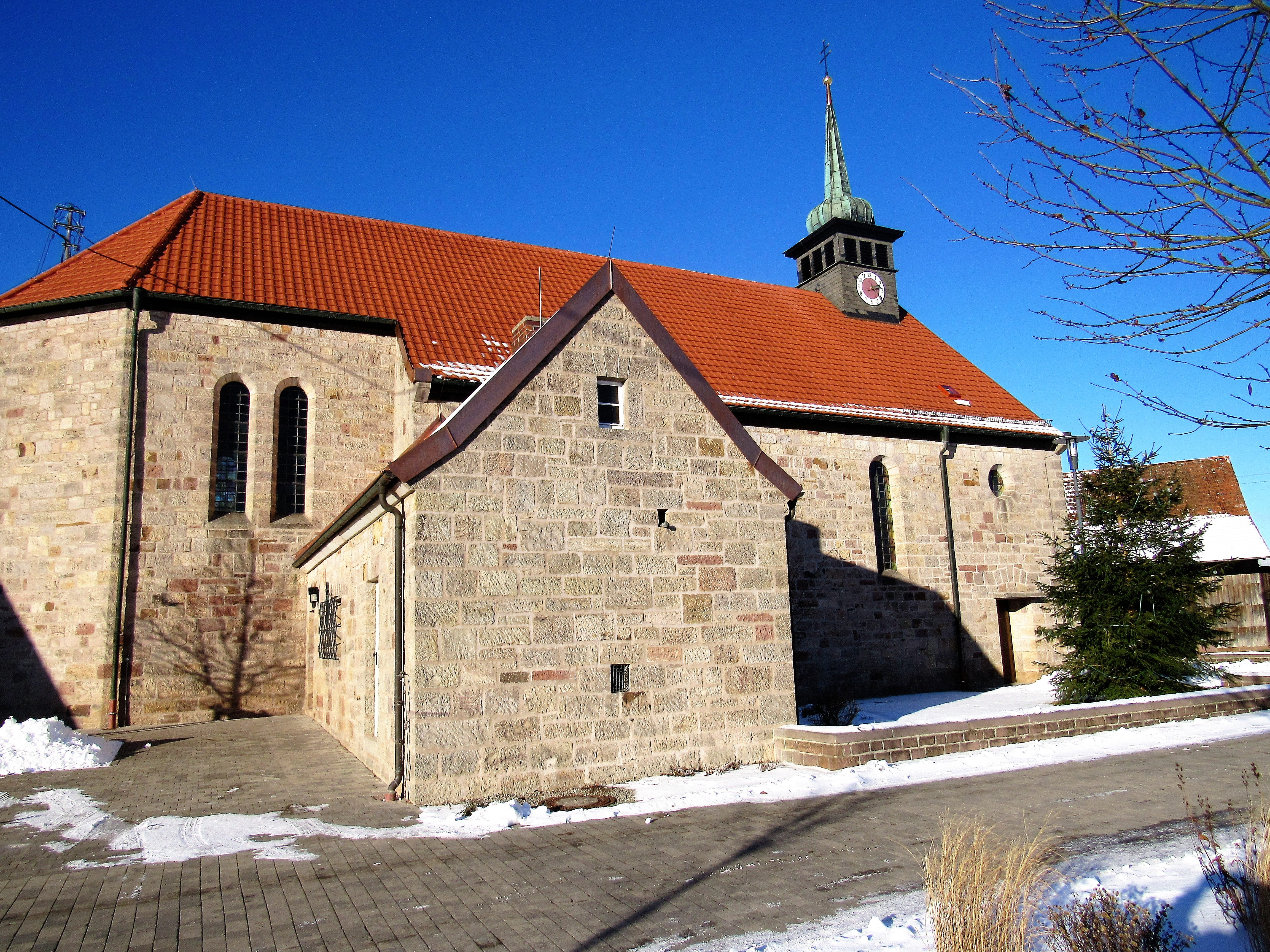
Die Kirche von Schönderling

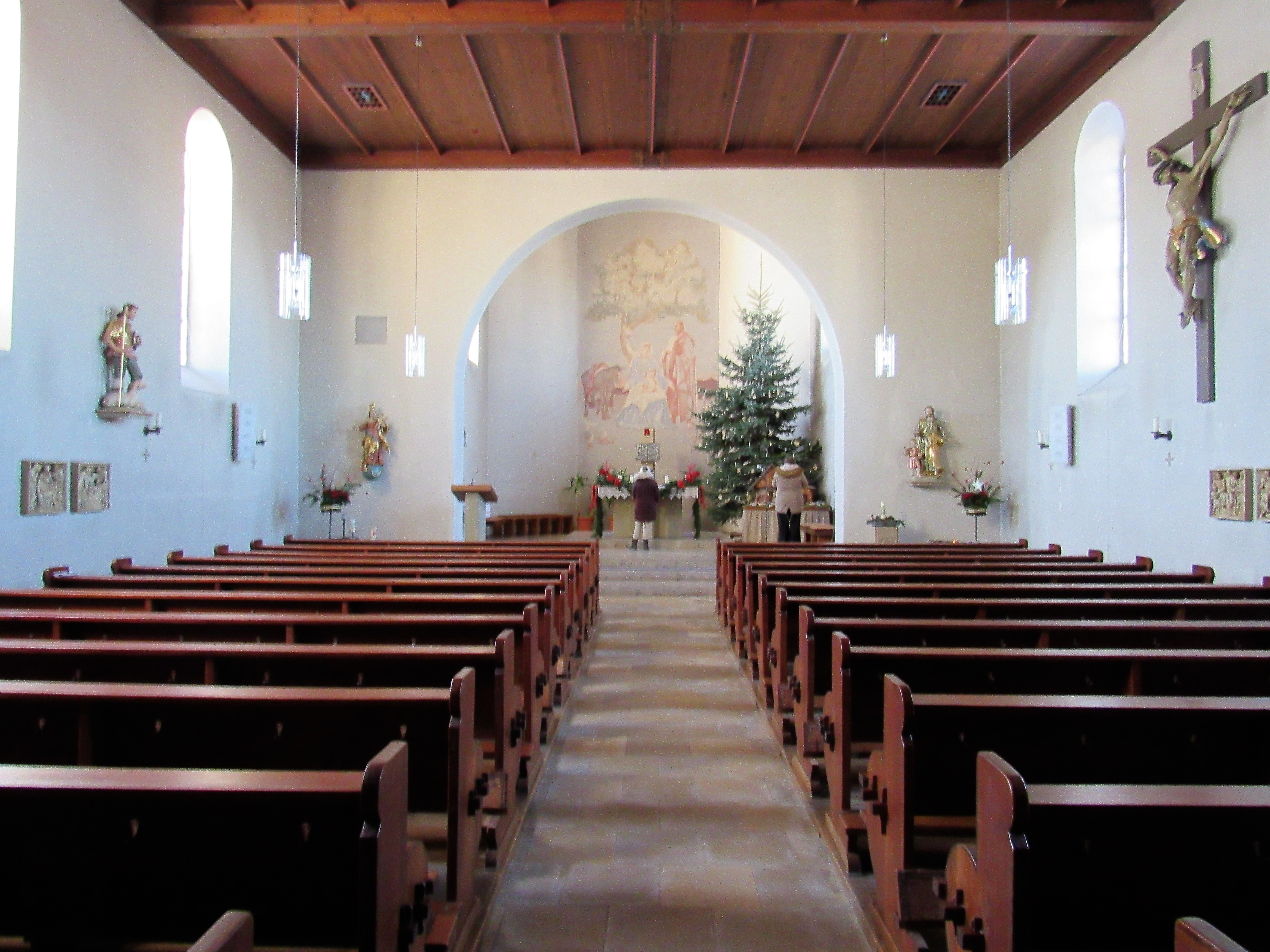
Inneres der Kirche

Die römisch-katholische Kirche St. Joseph befindet sich in Schönderling, einem Ortsteil des Marktes Schondra im unterfränkischen Landkreis Bad Kissingen.
Die Kirche gehört zu den Baudenkmälern von Schondra und ist unter der Nummer D-6-72-149-31 in der Bayerischen Denkmalliste registriert.

## Geschichte
Erste Pläne für den Bau einer Kirche in Schönderling entstanden um 1900. Vorher hatten die Gehöfte des Ortes das Geläut übernommen.
Bereits 1895 hatte eine Lehrerstochter im Ort 6000 Mark gestiftet, doch konnte das Kirchenbauprojekt erst in den 1930er Jahren in die Tat umgesetzt werden. Von den in Frage kommenden Plänen wurde der des Würzburger Architekten Eugen Altenhöfer ausgewählt. Mit der Grundsteinlegung am 16. August 1931 begannen unter Stefan Kronewald (Schondra) die Bauarbeiten. Die Einweihung erfolgte am 23. Oktober 1932 durch den Würzburger Bischof Matthias Ehrenfried.
Im Jahr 1937 wurden zwei Seitenaltäre mit einem Marienbild beziehungsweise einem Josefsbild aufgestellt. Nachdem die Glocken im Zweiten Weltkrieg abgeliefert werden mussten, wurden im Jahr 1949 von der Firma Grüninger in Neu-Ulm neue Glocken eingesetzt. Im Jahr 1962 erhielt die Kirche von Bernhard Wohling aus Kevelaer geschaffene Kreuzwegstationen. Im Jahr 1972 wurden die beiden Seitenaltäre entfernt; gleichzeitig wurde der Hauptaltar als Freialtar ins Zentrum gerückt. Die heutige, von der Firma Norbert Krieger aus Retzbach geschaffene Orgel entstand im Jahr 1989.